# Schönheitswettbewerb (Keynes)
Der von John Maynard Keynes entwickelte Schönheitswettbewerb, auch unter dem englischen Begriff Beauty Contest bekannt, ist ein ökonomisches Experiment innerhalb der Spieltheorie zur Untersuchung des menschlichen Entscheidungsverhaltens. Dabei kommt es nicht auf das eigene Verhalten, sondern auf das Verhalten der anderen Experimentteilnehmer an.

## Ursprung
Das Modell erhielt seinen Namen in Anlehnung an frühere mit Schönheitswettbewerben verknüpfte Preisausschreiben in amerikanischen Zeitungen. Der Gewinn wurde bei diesen Preisausschreiben unter den Teilnehmern verlost, die unter den zur Wahl stehenden Fotos das ausgewählt hatten, das auch von den meisten anderen als das schönste ausgewählt worden war.

## Optimale Entscheidung
Ziel eines auf den Gewinn hoffenden Teilnehmers ist also nicht, das nach seinem Geschmack schönste Foto zu wählen, sondern dasjenige Foto, dem er die höchsten Gewinnchancen zurechnet, von dem er also erwartet, dass es von den meisten anderen ausgewählt wird. Er wird außerdem in Betracht ziehen, dass auch die anderen Teilnehmer nach dem gleichen Kriterium auswählen. Keynes: „Wir haben den dritten Grad erreicht, bei dem wir unsere Intelligenz darauf verwenden, welche Meinungen die meisten Leute über die Meinung der meisten Leute haben. Und es gibt einige, glaube ich, die den vierten, fünften oder noch höhere Grade praktizieren.“
Für den Entscheidungsträger hängt die optimale Entscheidung damit davon ab, was die anderen denken, wie er entscheidet (da er ihnen einen seinem eigenen ähnlich rationalen Gedankengang unterstellt). Da diese Überlegung aber für alle Teilnehmer gilt, kommt es zu unendlich vielen Reflexionsstufen („Ich denke, dass die anderen denken, dass ich denke, dass die anderen denken…“).
Sind alle Teilnehmer vollkommen rationale Subjekte, dann ergibt sich eine theoretische Lösung, die je nach Design variieren kann. Diese theoretische Lösung ist ein Nash-Gleichgewicht. Das Problem des Experiments besteht nun darin, dass nicht alle Teilnehmer vollkommen rationale Entscheider sind und deswegen nicht alle Reflexionsstufen durchlaufen können. Weiß der vollkommen rationale Teilnehmer von diesen eingeschränkt rationalen Teilnehmern, dann muss er gedanklich einen weiteren Schritt gehen und wieder rückwärts reflektieren.

## Anwendungen
Das Modell beschreibt Situationen, in denen Individuen unter Umständen aus rationalen Motiven gegen eigene Überzeugungen handeln. Insbesondere, wie von Keynes ursprünglich intendiert, zur Erklärung von Spekulationsblasen an verschiedenen Märkten wird es deshalb herangezogen. 
Für einen einzelnen Anleger kann es nach Keynes irrational sein, in Aktien zu investieren, die er selbst zwar für kaufwürdig hält, von denen er aber gleichzeitig weiß, dass ein großer Teil der anderen Marktteilnehmer diese Meinung nicht teilt (oder wiederum der Meinung ist, dass ein großer Teil der anderen Marktteilnehmer der Meinung ist...). Der Grund kann sein, dass sich der „richtige“ Trend unter Umständen nur sehr langfristig durchsetzt oder dass sich die Meinung der Masse als selbsterfüllende Prophezeiung erweist.
Weitere Beispiele:
- Elfmeterschießen (In welche Ecke schießt der Schütze?)
- Verfolgungsjagd zwischen Sherlock Holmes und seinem Gegner Professor Moriarty (Wo steigt wer aus dem Zug aus?)
- Lotto (Welche Zahlen sollten entgegen den eigenen Präferenzen rationalerweise angekreuzt werden, um im Gewinnfall den Jackpot nicht teilen zu müssen?)
- Die November-Ausgabe 1997 von Spektrum der Wissenschaft enthielt ein Zahlenwahlspiel, bei dem die Teilnehmer eine beliebige Zahl zwischen 0 und 100 nennen sollten und derjenige einen Geldpreis erhielt, der zwei Dritteln des Durchschnitts aller genannten Zahlen am nächsten kam.[2]
- Wahlen (Welche Partei sollte man, ggf. unter Abweichung von den eigenen Präferenzen, wählen, damit man seine Stimme nicht „verschenkt“?)

## Soziologie
In der Soziologie wird die Tatsache, dass subjektive Sichtweisen die Realität formen können, unter dem Stichwort des Thomas-Theorems behandelt. In Niklas Luhmanns Theorie sozialer Systeme werden reflexive soziale Erwartungen auch als Erwartungserwartungen bezeichnet.